# Private (広末涼子のアルバム)
『private』（プライベイト）は、1999年2月17日に発売された広末涼子の3枚目（オリジナルでは2枚目）のアルバム。発売元はワーナーミュージック・ジャパン。
シングル曲「summer sunset」「ジーンズ」「明日へ」やカップリング曲、ファースト・ライブ ″RH DEBUT TOUR 1999″ で披露された曲のほか、初めて広末自身が作詞を手掛けた楽曲も収録されている。
2021年2月17日には初となるアナログ盤がリリースされた。

## 収録曲

### CD
1. 向日葵（0:53）
作詞：広末涼子　作曲・編曲：藤井丈司
2. summer sunset（5:06）
作詞・作曲：広瀬香美　編曲：藤井丈司
  - 4thシングル表題曲
3. ジーンズ 〜1999 Mix〜（4:47）
作詞：相田毅　作曲・編曲：朝本浩文
  - 5thシングル表題曲のアルバム・ミックス
4. リズム（5:01）
作詞・作曲：古内東子　編曲：小松秀行
5. 青い空に浮かぶ月のように 〜1999 Mix〜（5:00）
作詞・作曲：平岩英子　編曲：島田昌典
  - ファースト・ライブ ″RH DEBUT TOUR 1999″ で歌われた曲のアルバム・ミックス
6. Snow Letter（5:18）
作詞：相田毅　作曲：村上てつや　編曲：野崎貴朗、ゴスペラーズ
7. 2 Seat（4:34）
作詞・作曲：桜井秀俊　編曲：桜井秀俊、鈴木俊介
8. プライベイト（3:53）
作詞・作曲：シーナ・リンゴ　編曲：斎藤有太
  - 5thシングルのカップリング曲
9. 大人にならないように（5:34）
作詞：広末涼子　作曲：篠原ともえ　編曲：藤井丈司、島田昌典
10. 明日へ 〜Album Version〜（6:25）
作詞・作曲：岡本真夜　編曲：有賀啓雄
  - 6thシングル表題曲のアルバム・バージョン
11. in private（0:32）
作曲・編曲：藤井丈司
12. あのつくことば（4:55）
作詞：広末涼子　作曲：かの香織　編曲：藤井丈司
  - 6thシングルのカップリング曲

### アナログ盤

#### SIDE A
1. 向日葵
2. summer sunset
3. ジーンズ 〜1999 Mix〜

#### SIDE B
1. リズム
2. 青い空に浮かぶ月のように 〜1999 Mix〜
3. Snow Letter

#### SIDE C
1. 2 Seat
2. プライベイト
3. 大人にならないように

#### SIDE D
1. 明日へ 〜Album Version〜
2. in private
3. あのつくことば

## 演奏
- 広末涼子：Vocal, Background Vocal
- 小倉博和、鈴木智文、伊丹雅博、古川昌義、馬場一嘉、柴山和彦、永井充男：Guitar
- 鈴木俊介：Guitar, Marimba
- 藤井丈司：Guitar, Computer Programming & Synthesizer Programming
- 有賀啓雄：Bass, Background Vocals
- 沖山優司、小松秀行：Bass
- 松永俊弥、佐野康夫：Drums
- 斎藤有太、柴田俊文、河合代介、中西康晴：Keyboards
- 島田昌典、朝本浩文、野崎貴朗：Keyboards, Computer Programming & Synthesizer Programming
- 浜口茂外也：Percussion
- 山本拓夫、坂川諄：Sax
- 村田陽一、宮内岳太郎：Trombone
- 荒木敏男、上石統、西岡ヒデロー：Trumpet
- 藤田乙比古、和田博史：Frenchhorn
- 金原千恵子ストリングス：Strings
- 朝川朋之：Harp
- 前田康美、坂井利衣子、鈴木精華、佐々木久美、平岩英子、ゴスペラーズ：Background Vocal
- 西田正也、ワタナベノブタカ、木本靖夫：Computer Programming & Synthesizer Programming